# Statuti del mare

Pagina degli Statuti del Mare in cui si prescrive che ogni marinaio anconitano giunto a Costantinopoli debba pagare una tassa per il mantenimento della chiesa di Santo Stefano, che la Repubblica di Ancona aveva nella capitale imperiale.

Pagina degli Statuti del Terzenale.

Gli Statuti del Mare, o più precisamente, Statuti anconitani del mare, del terzenale e della dogana, sono le leggi marittime della Repubblica di Ancona; sono giunti a noi nella redazione del 1387, ma si sono formati gradualmente nel corso del XII secolo. Essi sono un vero e proprio Corpus iuris maritimi e rendono un'idea del grado di organizzazione cui era giunta l'attività di navigazione anconitana nel XIV secolo.
Gli Statuti del mare sono divisi in ottantasei rubriche e trattano dei vari tipi di navi, del loro armamento, degli ufficiali di bordo, delle norme per il trasporto di passeggeri, del carico e dello scarico delle merci; stabilivano inoltre pene per i trasgressori. Gli Statuti del Terzenale riguardano invece le attività del cantiere navale (terzenale significa infatti "arsenale). Sono divisi in ventuno rubriche e trattano il noleggio, l'acquisto, l'ormeggio dei navigli, oltre che le norme che regolavano la costruzione di piccoli e grandi velieri. Gli Statuti della Dogana normavano invece l'attività di importazione ed esportazione delle merci e sono divisi in centosessanta rubriche. Gli statuti stabilivano che tutte le vertenze relative alla navigazione dovevano essere discusse in un tribunale apposito, chiamato "Consolato del mare".

## Origine
Negli Statuti marittimi di Ancona si riconosce l'influenza della  legislazione marittima bizantina, cosa comune anche ai codici marittimi medievali degli altri porti adriatici, come Venezia e Ragusa. Inoltre nella loro redazione si tenne presente anche il Consolato del mare, il principale testo di diritto marittimo medievale, nato a Barcellona a metà del XIV secolo; ciò si spiega anche con gli stretti rapporti commerciali che Ancona ebbe con i porti catalani, nei quali aveva propri fondaci. Infine gli Statuti anconitani tennero presenti anche la legislazione marittima veneziana (specie lo Statuto del doge Zeno) e  di Ragusa (il Liber statutorum) e di Trani (gli Ordinamenta maris). Per questi numerosi riferimenti, a loro volta basati sull'antica "Legge marittima di Rodi" (Νόμος Ροδίον Ναυτικός), gli Statuti anconitani del mare sono la compilazione più completa del diritto marittimo adriatico.